# Nelsons ö
Nelsons ö är en ö, belägen i Abukirbukten utanför Egyptens kust. Den ligger cirka 20 kilometer öster om Alexandrias hamn och sträcker sig ungefär 350 från nord till syd. Ön är 125 meter bred vid sin bredaste punkt. Nelsons ö har även blivit en populär plats för fiske och picknick.
I början av 2000-talet fann arkeologiska utgrävningar, ledda av den italienska arkeologen Doktor Paolo Gallo, gravar på Nelsons ö. Vidare efterforskningar fastställde att detta var krigsgravar från Slaget vid Nilen och de senare slagen i området 1801. Gravarna innehöll kvarlevorna av brittiska soldater, seglare och civila.
18 april 2005 begravdes 30 brittiska soldater och seglare, samt deras familjer, hämtade från gravarna på ön på militärkyrkogården i Shatby, Alexandria. Endast en av de döda hade då identifierats, kommendören James Russell. Vid ceremonin närvarade flera militära funktionärer och högt uppsatta diplomater, bland annat den dåvarande brittiska ambassadören Sir Derek Plumbly.